# Valverde de la Sierra
Valverde de la Sierra es una localidad española perteneciente al municipio de Boca de Huérgano, en la provincia de León. Está situada a 1360 m de altitud y enclavada en un valle glaciar a los pies del monte Espigüete.
Sus tierras son recorridas por el río Grande y el río Mercero.
El pueblo está dividido en tres barrios: el Barrio la Vega, el Barrio de Abajo y el Barrio Mental, estando situada en medio de cada barrio una fuente o pilón.
La zona central del pueblo la constituyen la explanada llamada el Pandillo, las escuelas y la iglesia.

## Los marqueses de Valverde de la Sierra
El XII señor de Tierra de la Reina, Fernando de Tovar y Enríquez de Castilla Cañas y Silva, obtuvo del rey Carlos II el título de I marqués de Valverde de la Sierra, hacia 1678. Actualmente lo ostenta desde el año 2000 Irene Vázquez de Parga y Andrade, que reside en Tarragona.